# St. Laurentius (Mörlbach)

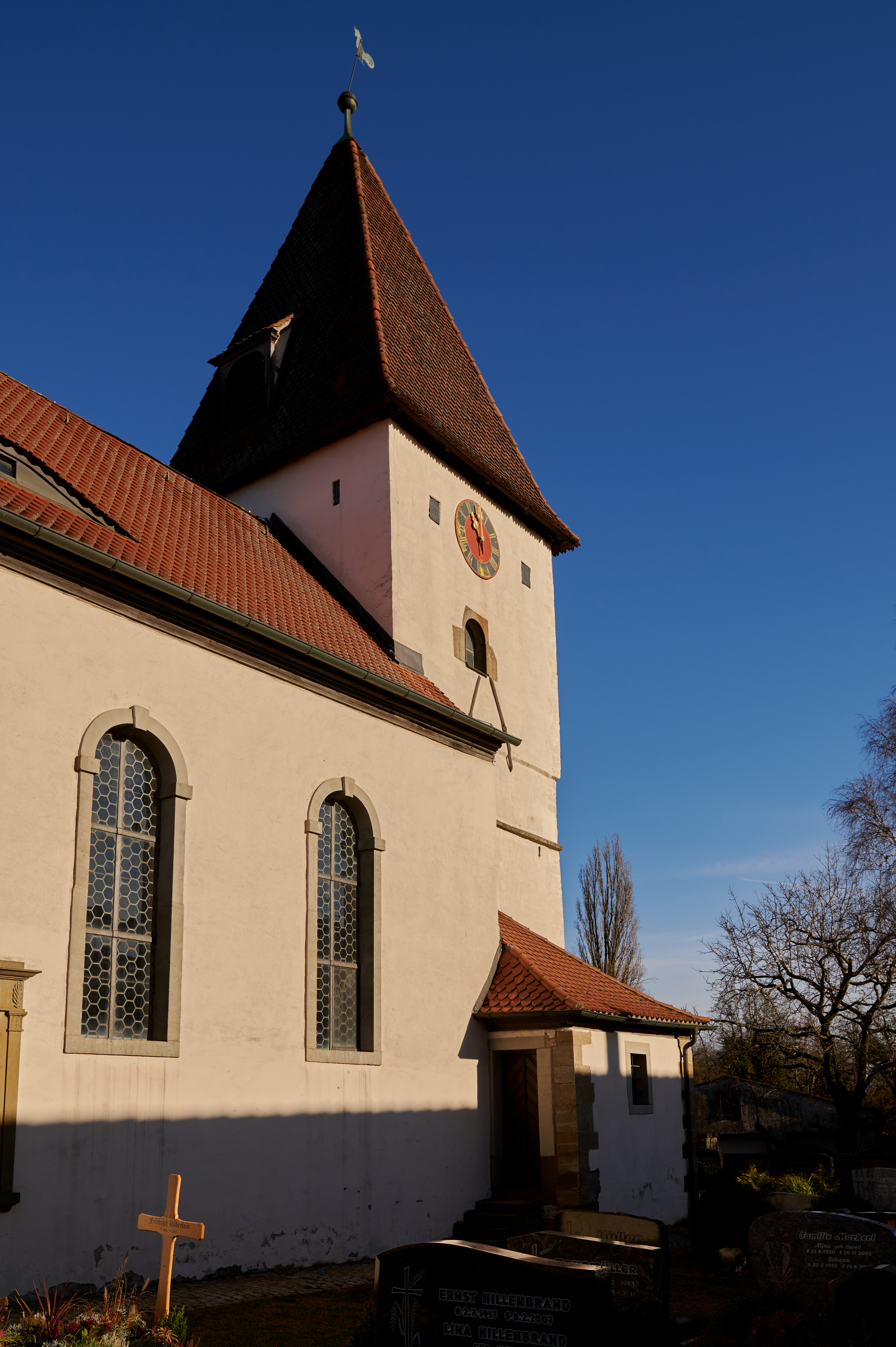
St. Laurentius (Mörlbach)

Die denkmalgeschützte evangelische Pfarrkirche St. Laurentius steht in Mörlbach, einem Gemeindeteil der Gemeinde Gallmersgarten im Landkreis Neustadt an der Aisch-Bad Windsheim (Mittelfranken, Bayern). Das Bauwerk ist unter der Denkmalnummer D-5-75-124-10 als Baudenkmal in der Bayerischen Denkmalliste eingetragen. Die Pfarrei gehört zum Dekanat Rothenburg ob der Tauber im Kirchenkreis Ansbach-Würzburg der Evangelisch-Lutherischen Kirche in Bayern.

## Beschreibung
Der Chorturm der Saalkirche ist im Kern romanisch. An ihn wurde das Langhaus 1714/15 angebaut. Der mit Emporen ausgestattete Innenraum des Langhauses, ist mit einer Flachdecke überspannt, ebenso der des Chors, d. h. das Erdgeschoss des Chorturms. Eine Statue des heiligen Laurentius stammt vom Anfang des 16. Jahrhunderts. 1910 wurde die von Johannes Strebel gebaute Orgel aufgestellt. 